# Bitka pri Soliciniumu
Bitka pri Soliciniumu se je odvila leta 368 med rimsko vojsko, ki jo je vodil rimski cesar Valentinijan I. in vojsko Alemanov, ki so napadli province rimske Galije. Rimljanom je uspelo odbiti Alamane, vendar so med bitko utrpeli velike izgube.

## Ozadje
Po smrti cesarja Julijana v Perziji leta 363 so Alemani pozabili na premirje, ki ga je cesar izsilil po štirih uspešnih pohodih čez Ren (leta 357, 358, 359 in 360) ter so obnovili svoje vpade v Galijo, pri čemer so kot izgovor za vojno navajali prezir ministrov Valentinijana I., ker jim niso izplačali običajnega davka. Leta 366 so prečkali Ren in potem ko so davke obilno nadomestili s plenom, ki so ga pridobili, so se umaknili čez reko. Naslednje leto, ko so ponovili svojo odpravo, so našli Rimljane pripravljene, saj je Valentinijan prečkal Alpe, da bi zavaroval ogroženo provinco. Vendar so v dveh zaporednih bitkah premagali njegove generale, kar je pomenilo njihovo zmago z zavzetjem več praporov. Razjarjeni cesar je, potem ko je s strogo kaznijo obnovil disciplino legij, poveljstvo zaupal Jovinusu, sposobnemu častniku, ki je kmalu dokazal svojo primernost za imenovanje s popolnim porazom napadalcev. Potem, ko je ob Mozeli premagal dva ločena odreda Alemanov, se je pri Chalons-Sur-Marne srečal z združenimi silami plemena in popravil sramoto prejšnjega poraza z razbitjem sovražnika, ki je utrpel izgube do 10.000 mož, v primerjavi z največ 1.200 Rimljani. Preostanek je bil pregnan čez Ren, Jovinus pa je po zimskem umiku v Pariz prejel čast konzula za naslednje leto kot nagrado za svoj uspeh.

## Kampanja leta 368
Slavnosti ob Jovinusovi zmagi so kmalu prekinile novice o novih nesrečah. Rando, barbarski poglavar, je v začetku leta 368 nepričakovano napadel mesto Moguntiacum (današnji Mainz) ob Renu in pobil nemočne prebivalce, preden se je umaknil čez reko. Valentinijan, besen, je bil odločen, da bo preprečil njihovo prihodnje plenjenje s pohodom na njihovo ozemlje onkraj Rena. Grof Sebastianus je bil pooblaščen, da obkoli sovražnika z juga, preko Retije, medtem ko je cesar sam napredoval z vsemi silami na zahodu iz Galije. Ker so Alemani ugotovili, da njihovo orožje ni zadostno za obrambo svojih polj in vasi, so se umaknili v gore in postavili tabor na neznanem hribu, imenovanem "Solicinium", na območju Württemberga.
Poroča se, da je bil cesar med osebnim izvidovanjem sovražnikovih položajev v spodnjem delu gore skoraj ujet s strani skupine sovražnikov, ki je bila postavljena v zasedo, pri čemer je med umikom izgubil čelado in praporščaka.

### Bitka
O dejanski bitki je znanega malo. Zdi se, da je Valentinijan napadel sovražnikovo obrambo s splošnim napadom, ko je stekel po pobočju navzgor, barbari pa so bili, ko so bili izgnani z vrha, potisnjeni po nasprotni strani hriba v kremplje Sebastianusa, ki je bil postavljen v njihov zaledje, da bi predprečil umik. Rezultat je bil popoln poraz Alemanov.

#### Lokacija bitke
Dejanska lokacija bitke ni znana in ostaja predmet zgodovinskih ugibanj in nesoglasij. Doslej niso našli nobenih arheoloških dokazov in mnogi hribi v regiji bi lahko bili dejansko prizorišče bitke. Lokacije, ki jih obravnavamo so Sulz am Neckar, Heidelberg, Schwetzingen, Rottenburg am Neckar (Sülchen), Glauberg ali Spitzberg  blizu Tübingena. Vsa ta najdišča se nahajajo v jugozahodni Nemčiji, vendar se razprostirajo na območju s premerom približno 200 km. Najnovejše raziskave kažejo, da se je bitka verjetno zgodila v severnem delu današnjega Hechingena, izgubljeno mesto "Solicinium" pa se je nahajalo tam, kjer se danes nahaja rimski muzej Hechingen.